# Thun-Hohenstein

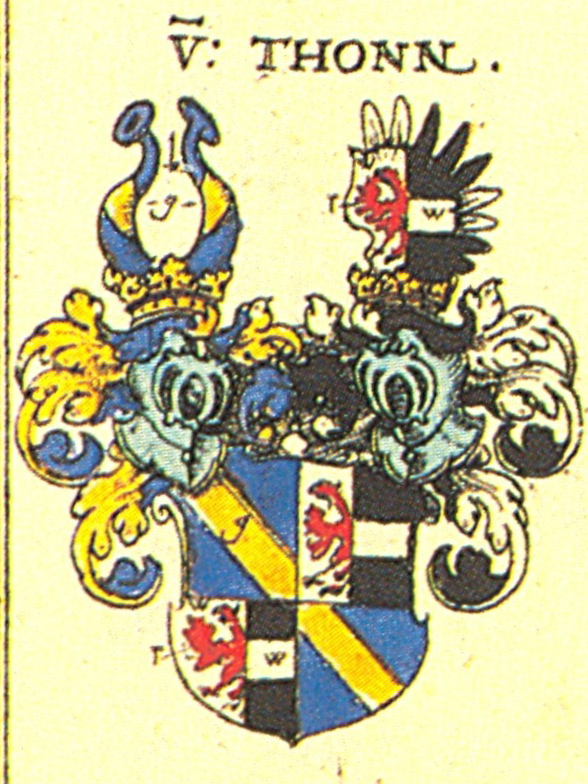
Herb rodowy

Thun und Hohenstein, Thun-Hohensteinowie – austriacko-czeska rodzina szlachecka wywodząca się z Tyrolu w Świętym Cesarstwie Rzymskim.
Najstarszym znanym męskim przedstawicielem rodu był Manfreinus von Tunno wzmiankowany w 1187 roku. Na ziemiach czeskich jej przedstawiciele pojawili się w XVII wieku, gdzie ich głównym majątkiem zostało miasto Děčín (niem. Tetschen). Od XV w. rodzina zaliczała się do suzerenów Rzeszy, w 1629 otrzymała tytuł hrabiowski, a w 1911 od cesarza Franciszka Józefa I tytuł książęcy według primogenitury.
Potomkami rodu Thun byli:
- Arcybiskup Johann Ernst Reichsgraf von Thun (1643–1709),
- Guidobald von Thun (1616–1668) – niemiecki kardynał,
- Maria Wilhelmina von Thun und Hohenstein (1744–1800) – mecenas Mozarta i Beethovena,
- hrabia Leopold Leonhard Raymund von Thun und Hohenstein (1748–1826) – 73. biskup pasawski i ostatni noszący tytuł księcia biskupa,
- Friedrich von Thun und Hohenstein (1810–1881) – austro-węgierski polityk i dyplomata, przewodniczący Sejmu Frankfurckiego, ordynat na Tetschen. Dziadek rodzeństwa Marii i Józefa Czapskich. Ich matką była Józefa z domu Thun-Hohenstein, urodzona i wychowana na zamku Tetschen. Maria Czapska omawia ten wątek w książce wspomnieniowej pt. Europa w rodzinie.
- Hrabia Leopold von Thun und Hohenstein (1811–1888),
- Książę Franz Thun (1847–1916) premier Austrii,
- Książę Galeas von Thun und Hohenstein (1850–1931),
- Hrabia Felix Thun-Hohenstein, pułkownik, tajny radca[2]
- Józefa Leopoldyna z hr. Thun-Hohenstein (1867–1903), żona Jerzego Hutten-Czapskiego (1861–1930), matka Józefa Czapskiego
- Hrabina Gabriela von Thun und Hohenstein (1872–1957) – ostatnia właścicielka pałacu w Kończycach Wielkich, filantropka, fundatorka jednego z pawilonów Szpitala Śląskiego w Cieszynie[3]
- Leopold Marian Nepomuk Thun-Hohenstein (1888–1944) – od roku 1940 był członkiem NSDAP[4].
- Erwein Sigmund von Thun und Hohenstein (1896–1946) – dowódca batalionu specjalnego SS, zbrodniarz wojenny stracony przez powieszenie 12 lutego 1946 w Sopronie[5],
- Friedrich Ernst Peter Paul Maria Thun-Hohenstein (1942– ) – austriacki aktor filmowy[6],
- Katharina Marie-Therese Nannette Gioia Gräfin von Thun und Hohenstein (1974– ) – niemiecka producentka filmowa[7],
- Maximilian Romedio Johann-Ernst Thun-Hohenstein (1977– ) – niemiecki aktor